# قلب فرشته (مانگا)
قلب فرشته (به انگلیسی: Angel Heart) مجموعه مانگا ژاپنی نوشته و تصویرسازی شده توسط تسوکاسا هوجو است که از سال ۲۰۰۱ تا ۲۰۱۰ منتشر شد. همچنین مجموعه تلویزیونی انیمه اقتباسی از اکتبر ۲۰۰۵ تا سپتامبر ۲۰۰۶ نیز پخش شد. مانگاکا در جلد نخست تانکوبون اشاره کرد که قلب فرشته شخصیت‌های مشابهی با شکارچی شهر دارد اما ادامه آن نیست.